# Миядзаки, Цутому
Цутому Миядзаки (яп. 宮﨑 勤; 21 августа 1962 года — 17 июня 2008 года) — японский серийный убийца, насильник и педофил. Убил с особой жестокостью 4 девочек в возрасте от четырёх до семи лет, мёртвые тела жертв насиловал, фотографировал и употреблял в пищу. Повешен по приговору суда.

## Ранние годы
Цутому Миядзаки родился недоношенным и с деформированными руками. В начальных классах он был успешным учеником, но позже с каждым годом его успеваемость ухудшалась. Одноклассники сторонились Цутому, считая его уродливым, и он стал изгоем. На семейных фотографиях видно, что Цутому всегда старается спрятать свои руки. Его погружённость в себя и отчуждение от других людей со временем усиливались. После окончания школы он не смог поступить в университет, и вместо того, чтобы, как он мечтал, изучать английский язык и готовиться к карьере учителя, был вынужден поступить в колледж для обучения по специальности фототехника. Родители Миядзаки всё своё время посвящали работе и практически не общались с сыном. Две младшие сестры не любили своего брата, интерес к жизни и проблемам Цутому проявлял только его дед. Возможно, именно смерть дедушки в мае 1988 г. способствовала началу серии жестоких убийств. Через три месяца после смерти дедушки Цутому совершил первое убийство.

## Серия убийств
В 1988 и 1989 годах Миядзаки убил и изуродовал четырёх девочек в возрасте четырёх и семи лет. Он заманивал жертв к себе в машину и душил, а после их смерти совершал сексуальные манипуляции с трупами. Японское общество было шокировано чудовищной жестокостью убийств.
Миядзаки отправлял родителям убитых девочек различные сообщения, так, например, семья его первой жертвы, Мари Конно, получила посылку с размолотыми костями и зубами девочки, также в посылке были фотографии одежды Мари. Родителям Эрики Намбы пришла открытка за авторством Миядзаки — в ней были вырезанные из журналов слова: «Эрика. Холод. Кашель. Горло. Отдых. Смерть». Также родители жертв сообщили полиции, что после убийств на протяжении некоторого времени им кто-то (предположительно — Миядзаки) звонил и молчал в трубку. Если трубку никто не брал, звонки могли продолжаться до 20 минут.

## Арест
Японская полиция приложила много сил для поимки убийцы, однако арестовать Миядзаки удалось лишь благодаря удачному стечению обстоятельств и бдительности обычных граждан. 23 июля 1989 г. на Миядзаки напал отец маленькой девочки, которую он обманом заставил раздеться и позировать обнажённой для его снимков. Сразу после ареста Миядзаки полиция была уверена, что в руки к ним попал зловещий «Убийца маленьких девочек». Обыск в квартире Миядзаки подтвердил их предположение — среди 5763 видеокассет (на которых были в том числе записи хентай-аниме, фильмы ужасов и эрогуро-фильмы) полицейские нашли фотографии убитых жертв. Отец Миядзаки отказался оплатить услуги адвоката для своего сына. В дальнейшем отец так и не смог смириться с мыслью, что его сын — серийный убийца, спустя некоторое время он покончил жизнь самоубийством.
Суд приговорил Миядзаки к смертной казни через повешение. Приговор был приведён в исполнение 17 июня 2008 года.

## Феномен отаку и дело Миядзаки
Один из самых острых и дискуссионных вопросов, который встал перед японским обществом после ареста Миядзаки, — это то, как повлияла массовая культура на формирование его личности и способствовала ли она превращению тихого и замкнутого мальчика в серийного убийцу. Речь в данном случае шла о манге, аниме и жестоких хоррор-фильмах, которыми Миядзаки очень увлекался, даже можно сказать больше — он полностью погрузился в мир жестокой массовой культуры, забыв о реальной жизни. Этот феномен распространён в Японии; людей, которые фанатично увлекаются некоторыми разновидностями массовой культуры (в основном это упомянутые выше аниме и манга), называют «отаку». Также существует понятие «хикикомори» — это люди, которые нигде не работают, живут на содержании родителей и не выходят из дома, проводя, как правило, всё время перед телевизором или монитором компьютера. Существуют полярные взгляды на феномен «отаку»: с позиции людей консервативных взглядов отаку и хикикомори — это ненормальные люди, чуть ли не сумасшедшие, и соответственно потенциальные убийцы. С другой стороны, существует мнение, что людям во все времена было свойственно увлекаться чем-либо, и в этом плане «отаку» мало чем отличаются от страстных коллекционеров. Когда в 2004 году другой педофил Каору Кобаяси убил семилетнюю девочку, произошёл новый всплеск ненависти к отаку, несмотря на то, что он не имел к ним никакого отношения.

## Жертвы
1. Мари Конно (яп. 今野 真理 Конно Мари): 4 года
2. Масами Ёсидзава (яп. 吉沢 正美 Ёсидзава Масами): 7 лет
3. Эрика Намба (яп. 難波 絵梨香 Намба Эрика): 4 года
4. Аяко Номото (яп. 野本 綾子 Номото Аяко): 4 года